# Tumpat
Tumpat (en malayo: Tumpat) es una localidad de Malasia, en el estado de Kelantan.
Se encuentra a 6 m sobre el nivel del mar. 

## Demografía
Según estimación 2010 contaba con 11460 habitantes.